# ملعب إدارة التعليم (عنيزة)
ملعب إدارة التربية والتعليم، هو ملعب متعدد الاستخدامات في مدينة عنيزة بالمملكة العربية السعودية، افتتح في 1 مارس 1987 بطاقته استيعابية تبلغ 15000 متفرج، صممه المهندس المعماري الماليزي مايكل كيه سي شيه الحائز على جائزة مهندس العام. يستخدم الملعب اليوم في الغالب لمباريات كرة القدم ويستضيف مباريات نادي النجمة.